# RS-524
Pour les articles homonymes, voir Route 524.
La RS 524 est une route locale du Centre-Ouest de l'État du Rio Grande do Sul qui relie la municipalité de Quevedos à celle de Toropi. Elle dessert ces deux seules communes, et est longue de 28,500 km.